# 名人戦競走
名人戦競走（めいじんせんきょうそう）は、ボートレースのプレミアムGI競走の1つ。通称「マスターズチャンピオン」。
出場資格に年齢制限が設けられており、45歳以上（開始当初は50歳以上、後に48歳以上）の選手のみで行われる。
本項では名人戦競走に関連するレースについても記述する。

## 概要
ボートレーサーにおけるベテラン世代のトップ選手を対象とするレースである。
2014年からは「マスターズチャンピオン（MASTERS CHAMPIONSHIP）」という通称となり、プレミアムGIに格付けされた。
優勝者は翌年のボートレースクラシックの優先出走権を獲得する。

### 出場資格
出場選手は52名。級別、性別は不問であるが年齢制限が設けられており、当年4月1日に満45歳以上になる選手から選出される。なお、第1回(2000年)から第3回(2002年)までは満50歳以上、第4回(2003年)から第18回(2017年)までは満48歳以上に限定されていた。
- 前年度優勝者（1名）[1]
- マスターズリーグ優勝者（最大10名）[1]
- 勝率上位者[1]（前年2月1日 - 当年1月31日までの140走以上出走した選手のみ、勝率が並んだ場合は着順点上位者から順に選出）
- 施行者希望者（2名）[1]
- 選出除外
  - 選考期間内の出走回数140走かそれ未満の選手（前年度優勝者、施行者希望枠は除く）
  - スタート事故による選出除外となるプレミアムGI、GI、GIIの罰則期間が当該競走の前検日を含む開催期間と重複する場合[注釈 1]（女子戦除外期間は本大会の斡旋には影響ないが、節中番組編成でのオール女子のレースが組めなくなる）
  - 負傷・病気等により出場を辞退した選手。
  - SG競走と同様、褒賞懲戒規程による出場停止処分を受けた選手[注釈 2]。※これは出場が決まっていても取消の対象。

### 賞金
優勝賞金は2024年度より1300万円。2023年度は1200万円、2019年度より2022年度までは1100万円、2011年度から2018年度の優勝賞金は1000万円だった。

### スタート事故の罰則
フライングや出遅れをした選手には厳しい罰則が課せられている。
| 罰則適用のレース | 出場資格          | 罰則の内容                                                                          |
| ---------------- | ----------------- | ----------------------------------------------------------------------------------- |
| 優勝戦           | 各準優勝戦上位2名 | フライング休み終了後、当該事故1回につき 12ヶ月間プレミアムGI・GI・GII競走の選出除外 |
| 準優勝戦         | 予選1位 - 18位    | フライング休み終了後、当該事故1回につき 6ヶ月間プレミアムGI・GI・GII競走の選出除外  |

## 歴史
「新鋭王座決定戦競走」「女子王座決定戦競走」といった世代別や性別限定のタイトル戦が開催されていたが、ベテラン選手の勝率上位者によるGI競走として、「競艇名人戦競走」が創設された。
第1回大会は2000年（平成12年）4月18日から23日までの6日間ボートレース住之江で開催され、高山秀則が優勝した。
初期の頃のボートレース住之江での開催では、往年のファンファーレや出走コールの再現がなされるなど、当時の参加選手たちが若かりし時代を彷彿とさせる様なノスタルジックな演出も行われた。ボートレース住之江とボートレース戸田で開催された際にはドリーム戦の名も「鉄人」「達人」「名匠」「名巧」といった名称で行われた。また、最終日の優勝戦も「名人位決定戦」という名称で行われていた。
2006年の第7回大会では当時62歳であった万谷章がGI初優勝、岡本義則が持つGIレース優勝の最年長記録を大幅に更新した。
2008年の第9回大会で鵜飼菜穂子が女子選手として初めて出場、2010年の第11回大会で日高逸子が女子選手として初めて優勝戦進出を果たした（6着）。
2011年の第12回大会より「競艇名人戦競走」から「名人戦競走」に名称を変更した。2014年の第15回大会より「マスターズチャンピオン」という通称が導入され、格付けが「プレミアムGI」に変更された。
2016年の第17回大会は施行者推薦枠がなく、優先出場は前年度覇者の今村豊選手のみであった。
2020年の第21回大会では、新型コロナウイルスの感染拡大と、改正・新型インフルエンザ等対策特別措置法に基づく緊急事態宣言の発令に伴い、無観客開催措置が取られた。
2022年まではその年のプレミアムＧ１レースの開幕戦を担当していたが2023年からは開幕戦をボートレースバトルチャンピオントーナメントに譲る。
2023年のプレミアムG1でスタート事故の罰則が強化され、優勝戦は1年（＝次回大会は出場不能になる。）、準優勝戦は6ヵ月除外に拡大される。

## 歴代優勝者
出典はボートレースオフィシャルウェブサイトにあるマスターズチャンピオンの各回ページより。
| 回 | 開催年             | 優勝戦日 | 開催場 | 優勝者     | 優勝者    | 優勝者 | 優勝者                                | 優勝者 | 優勝者 | 優勝者     |
| 回 | 開催年             | 優勝戦日 | 開催場 | 選手       | 登録 番号 | 年齢   | 住所（～2013年度） 支部（2014年度～） | 枠番   | コース | 決まり手   |
| -- | ------------------ | -------- | ------ | ---------- | --------- | ------ | ------------------------------------- | ------ | ------ | ---------- |
| 1  | 2000年（平成12年） | 4月23日  | 住之江 | 高山秀則   | 2672      | 51     | 宮崎                                  | 2      | 2      | 差し       |
| 2  | 2001年（平成13年） | 4月15日  | 住之江 | 野中和夫   | 2291      | 57     | 大阪                                  | 1      | 1      | 逃げ       |
| 3  | 2002年（平成14年） | 4月14日  | 住之江 | 高山秀則   | 2672      | 53     | 宮崎                                  | 2      | 2      | 差し       |
| 4  | 2003年（平成15年） | 4月20日  | 尼崎   | 新井敏司   | 2528      | 55     | 栃木                                  | 2      | 2      | 抜き       |
| 5  | 2004年（平成16年） | 4月25日  | 住之江 | 大森健二   | 1910      | 56     | 岡山                                  | 3      | 2      | まくり     |
| 6  | 2005年（平成17年） | 4月24日  | 戸田   | 水野要     | 2785      | 50     | 兵庫                                  | 2      | 2      | 抜き       |
| 7  | 2006年（平成18年） | 4月23日  | 尼崎   | 万谷章     | 1710      | 62     | 岡山                                  | 4      | 4      | まくり     |
| 8  | 2007年（平成19年） | 4月22日  | 大村   | 大嶋一也   | 3010      | 49     | 愛知                                  | 3      | 1      | 逃げ       |
| 9  | 2008年（平成20年） | 4月20日  | 宮島   | 田中伸二   | 2844      | 50     | 広島                                  | 1      | 1      | 逃げ       |
| 10 | 2009年（平成21年） | 4月19日  | 鳴門   | 山崎毅     | 2903      | 49     | 熊本                                  | 1      | 1      | 逃げ       |
| 11 | 2010年（平成22年） | 4月18日  | 徳山   | 西島義則   | 3024      | 48     | 広島                                  | 2      | 2      | 差し       |
| 12 | 2011年（平成23年） | 4月24日  | 常滑   | 今村豊     | 2992      | 49     | 山口                                  | 1      | 1      | 逃げ       |
| 13 | 2012年（平成24年） | 4月29日  | 下関   | 井川正人   | 2958      | 54     | 長崎                                  | 2      | 2      | まくり     |
| 14 | 2013年（平成25年） | 4月21日  | びわこ | 江口晃生   | 3159      | 48     | 群馬                                  | 1      | 1      | 逃げ       |
| 15 | 2014年（平成26年） | 4月20日  | 唐津   | 金子良昭   | 3156      | 49     | 静岡                                  | 1      | 1      | 逃げ       |
| 16 | 2015年（平成27年） | 4月19日  | 児島   | 今村豊     | 2992      | 53     | 山口                                  | 1      | 1      | 逃げ       |
| 17 | 2016年（平成28年） | 4月17日  | びわこ | 田頭実     | 3257      | 49     | 福岡                                  | 2      | 2      | まくり     |
| 18 | 2017年（平成29年） | 4月16日  | 津     | 今村豊     | 2992      | 55     | 山口                                  | 1      | 1      | 逃げ       |
| 19 | 2018年（平成30年） | 4月22日  | 福岡   | 渡邉英児   | 3502      | 48     | 静岡                                  | 2      | 2      | 差し       |
| 20 | 2019年（平成31年） | 4月21日  | 宮島   | 今垣光太郎 | 3388      | 49     | 福井                                  | 1      | 1      | 逃げ       |
| 21 | 2020年（令和2年）  | 4月26日  | 津     | 村田修次   | 3826      | 46     | 東京                                  | 1      | 1      | 逃げ       |
| 22 | 2021年（令和3年）  | 4月25日  | 下関   | 原田幸哉   | 3779      | 45     | 長崎                                  | 3      | 3      | まくり差し |
| 23 | 2022年（令和4年）  | 4月24日  | 三国   | 上平真二   | 3737      | 48     | 広島                                  | 2      | 2      | 差し       |
| 24 | 2023年（令和5年）  | 4月23日  | 若松   | 井口佳典   | 4024      | 45     | 三重                                  | 1      | 1      | 逃げ       |
| 25 | 2024年（令和6年）  | 4月21日  | 鳴門   | 菊地孝平   | 3960      | 45     | 静岡                                  | 1      | 1      | 逃げ       |
| 26 | 2025年（令和7年）  | 4月27日  | 桐生   | 森高一真   | 4030      | 46     | 香川                                  | 1      | 1      | 逃げ       |

## 開催予定
- 第27回大会 2026年（令和8年）4月21日 - 26日  ボートレース宮島[26]